# Bruchinae
Bruchinae zijn een onderfamilie van kevers uit de familie bladkevers (Chrysomelidae).

## Taxonomie
De volgende taxa zijn bij de onderfamilie ingedeeld:
- Tribus Amblycerini Bridwell, 1932
  - Subtribus Amblycerina Bridwell, 1932
  - Subtribus Spermophagina Borowiec, 1987
- Tribus Bruchini Latreille, 1802[1]
  - Subtribus Acanthoscelidina Bridwell, 1946
  - Subtribus Bruchina Latreille, 1802[1]
  - Subtribus Megacerina Bridwell, 1946
- Tribus Eubaptini Bridwell, 1932
- Tribus Kytorhinini Bridwell, 1932
- Tribus Pachymerini Bridwell, 1929[2]
  - Geslacht Buburra Reid & Beatson, 2013[3]
  - Geslacht Butiobruchus 
  - Geslacht Caryoborus 
  - Geslacht Caryobruchus Bridwell, 1929[2]
  - Geslacht Pachymerus 
  - Subtribus Caryedontina Bridwell, 1929[2]
  - Subtribus Caryopemina Bridwell, 1929[2]
  - Subtribus Pachymerina Bridwell, 1929[2]
- Tribus Rhaebini Blanchard, 1845